# Lovro Majer
Lovro Majer [lǒːʋro mâjer] (* 17. Januar 1998 in Zagreb) ist ein kroatischer Fußballspieler, der beim Bundesligisten VfL Wolfsburg unter Vertrag steht. Der offensive Mittelfeldspieler ist seit Mai 2017 kroatischer Nationalspieler.

## Karriere

### Verein
Der in Zagreb geborene Lovro Majer begann seine fußballerische Ausbildung beim NK Posavina Zagreb und seine Jugendzeit verbrachte er bei diversen Vereinen in der kroatischen Hauptstadt, wie beispielsweise beim GNK Dinamo Zagreb. Im Jahr 2013 wechselte er in die Nachwuchsabteilung des NK Lokomotiva Zagreb, wo er zur Saison 2016/17 in die erste Mannschaft befördert wurde. Sein Debüt gab er am 30. Juni 2016 beim 3:1-Auswärtssieg gegen die UE Santa Coloma in der Qualifikation zur UEFA Europa League, als er in der 76. Spielminute für Eros Grezda eingewechselt wurde. Erstmals treffen konnte er am 11. September (8. Spieltag) beim 3:2-Auswärtssieg gegen den NK Slaven Belupo Koprivnica. In den nächsten Wochen etablierte sich der offensive Mittelfeldspieler als Stammkraft bei Lokomotiva. Seine erste Profisaison beendete er mit drei Toren und elf Vorlagen, welche er in 23 Ligaeinsätzen sammeln konnte.
Am 4. August 2017 (4. Spieltag) erzielte er beim 2:1-Auswärtssieg gegen den NK Istra 1961 einen Doppelpack. Dasselbe gelang ihm auch am 10. März 2018 (25. Spieltag) beim historischen 4:1-Auswärtssieg im Stadtderby gegen den GNK Dinamo Zagreb. Dieser Sieg war der erste über den Ligakrösus in der Vereinsgeschichte. In dieser Spielzeit 2017/18 traf er in 30 Ligaeinsätzen elf Mal und bereitete auch fünf Treffer vor. Aufgrund seiner guten Leistungen erhielt er die Auszeichnung zum Talent des Jahres und eine Nominierung in das Team des Jahres der höchsten kroatischen Spielklasse.
Am 27. Juni 2018 wechselte Majer zum Ligakonkurrenten GNK Dinamo Zagreb, bei dem er mit einem Fünfjahresvertrag ausgestattet wurde und die Trikotnummer 10 erhielt. Genau einen Monat später (1. Spieltag) bestritt er beim 1:1-Unentschieden gegen den NK Rudeš sein erstes Pflichtspiel für seinen neuen Verein, zog sich in dieser Partie jedoch eine schwere Knöchelverletzung zu, die ihn für Monate außer Gefecht setzte. Im Februar 2019 gab er sein Comeback und etablierte sich rasch als Stammspieler. Am 7. April 2019 (28. Spieltag) erzielte er beim 2:0-Auswärtssieg gegen den NK Rudeš sein erstes Tor im Trikot der Modri. In der Schlussphase der Saison 2018/19 erhielt er jedoch kaum noch Chancen von Cheftrainer Nenad Bjelica und er beendete diese mit 10 Ligaeinsätzen, in denen er einen Torerfolg sowie zwei Assists verbuchen konnte. Mit Dinamo gewann er die kroatische Meisterschaft.
Zu Beginn der nächsten Spielzeit 2019/20 gab ihm Bjelica wieder die Chance und zu Beginn wurde er mehrfach in der Startelf berücksichtigt. Nach einigen Spielen wurde er jedoch wieder auf die Bank verdrängt und die verbleibende Saison wurde er nur noch als Einwechselspieler eingesetzt. In 21 Ligaeinsätzen sammelte er zwei Treffer und vier Assists und gewann mit Dinamo erneut den Meistertitel.
Nachdem er unter Bjelica zwei Jahre lang nur den Status des Rotationsspielers innegehabt hatte, drang er unter dem neuen Übungsleiter Zoran Mamić in der Spielzeit 2020/21 endgültig in die Startformation vor. Am 16. August 2020 (1. Spieltag) startete er beim 6:0-Heimsieg gegen seinen ehemaligen Arbeitgeber NK Lokomotiva Zagreb mit einem Doppelpack und einer Vorlage in die neue Saison. Am 26. November 2020 erzielte er beim 3:0-Auswärtssieg gegen den Wolfsberger AC in der UEFA Europa League sein erstes Tor im internationalen Geschäft. Ende Dezember 2020 unterzeichnete Majer einen neuen Vertrag bis 2026. Ende August 2021 wechselte für eine Ablöse von 12 Millionen Euro zu Stade Rennes in die Ligue 1.
Im August 2023 wechselte er in die deutsche Bundesliga zum VfL Wolfsburg, wo er einen Fünfjahresvertrag bis 2028 unterschrieb.

### Nationalmannschaft
Im August 2015 bestritt Majer ein Länderspiel für die kroatische U18-Nationalmannschaft. Im November 2016 absolvierte er zwei Spiele für die U19, in denen ihm ein Tor und zwei Vorlagen gelangen.
Im August 2017 kam er erstmals für die U21 zum Einsatz. Im Juni 2019 nahm er mit dieser Auswahl an der U21-Europameisterschaft in Italien und San Marino teil, bei der er in einem Gruppenspiel zum Einsatz kam. Bis November 2020 traf er in 16 Länderspieleinsätzen für die U21 fünf Mal.
Am 28. Mai 2017 debütierte er beim 2:1-Testspielsieg gegen Mexiko für die kroatische A-Nationalmannschaft, als er in der Schlussphase für Duje Čop eingewechselt wurde.

## Erfolge
GNK Dinamo Zagreb
- Kroatischer Meister: 2018/19, 2019/20, 2020/21, 2021/22
- 1× Kroatischer Pokalsieger: 2020/2021
- 1× Kroatischer Superpokalsieger: 2019/20